# Platanthera leucophaea
Platanthera leucophaea es una especie de orquídea terrestre perteneciente a la familia Orchidaceae. Es una rara orquídea nativa de América del Norte.  Si bien es clasificada como una especie amenazada en los Estados Unidos, la UICN no reconoce como está en situación de riesgo.

## Descripción
P. leucophaea emerge de un  tubérculocarnoso y puede crecer hasta (91 cm) de altura. La inflorescencia es grande y vistosa y puede tener hasta 40 flores blancas. Las hojas son largas y delgadas. Se distingue de Platanthera praeclara, en las praderas de la zona occidental bordeadas de orquídeas, por su menor tamaño (menos de 2,5 cm de largo), más los pétalos ovalados y con un espolón de néctar. Su tubérculo le ayuda a sobrevivir después de incendios. Los incendios y la lluvia estimula a la planta a crecer y florecer, surgiendo cada año en mayo con la floración que se inicia a finales de junio. Las flores son polinizadas por la noche por las grandes polillas esfinge.

## Distribución y hábitat
P. leucophaea se producen al este del Río Misisipi y en Iowa y Misuri. Poblaciones aisladas se encuentran en Illinois, Indiana, Iowa, Maine, Míchigan, Nueva York, Ohio, Virginia, Wisconsin, y Ontario en Canadá. Un registro histórico existe para Choctaw County en Oklahoma donde no se ha vuelto a localizar en los últimos 150 años.

## Taxonomía
Platanthera leucophaea fue descrito por (Nutt.) Lindl. y publicado en The Genera and Species of Orchidaceous Plants 294. 1835.
Etimología
Platanthera: nombre genérico que procede del griego y significa "antera amplia" refiriéndose a la separación de la base de los loculos polínicos.   
leucophaea: epíteto latíno que significa "amarillo grisáceo".
Sinonimia
- Orchis leucophaea Nutt. (1837) basónimo
- Habenaria leucophaea (Nutt.) A. Gray (1867)
- Blephariglottis leucophaea (Nutt.) Rydb. (1901)
- Fimbriella leucophaea (Nutt.) Butzin (1981)[3]